# SEC14L2
SEC14L2 (англ. SEC14 like lipid binding 2) – білок, який кодується однойменним геном, розташованим у людей на короткому плечі 22-ї хромосоми. Довжина поліпептидного ланцюга білка становить 403 амінокислот, а молекулярна маса — 46 145.
| 10         |  | 20         |  | 30         |  | 40         |  | 50         |
| ---------- |  | ---------- |  | ---------- |  | ---------- |  | ---------- |
| MSGRVGDLSP |  | RQKEALAKFR |  | ENVQDVLPAL |  | PNPDDYFLLR |  | WLRARSFDLQ |
| KSEAMLRKHV |  | EFRKQKDIDN |  | IISWQPPEVI |  | QQYLSGGMCG |  | YDLDGCPVWY |
| DIIGPLDAKG |  | LLFSASKQDL |  | LRTKMRECEL |  | LLQECAHQTT |  | KLGRKVETIT |
| IIYDCEGLGL |  | KHLWKPAVEA |  | YGEFLCMFEE |  | NYPETLKRLF |  | VVKAPKLFPV |
| AYNLIKPFLS |  | EDTRKKIMVL |  | GANWKEVLLK |  | HISPDQVPVE |  | YGGTMTDPDG |
| NPKCKSKINY |  | GGDIPRKYYV |  | RDQVKQQYEH |  | SVQISRGSSH |  | QVEYEILFPG |
| CVLRWQFMSD |  | GADVGFGIFL |  | KTKMGERQRA |  | GEMTEVLPNQ |  | RYNSHLVPED |
| GTLTCSDPGI |  | YVLRFDNTYS |  | FIHAKKVNFT |  | VEVLLPDKAS |  | EEKMKQLGAG |
| TPK        |  |            |  |            |  |            |  |            |

A: Аланін

C: Цистеїн

D: Аспарагінова кислота

E: Глутамінова кислота

F: Фенілаланін

G: Гліцин

H: Гістидин

I: Ізолейцин

K: Лізин

L: Лейцин

M: Метіонін

N: Аспарагін

P: Пролін

Q: Глутамін

R: Аргінін

S: Серин

T: Треонін

V: Валін

W: Триптофан

Кодований геном білок за функцією належить до активаторів. 
Задіяний у таких біологічних процесах, як транскрипція, регуляція транскрипції, транспорт, альтернативний сплайсинг. 
Білок має сайт для зв'язування з ліпідами. 
Локалізований у цитоплазмі, ядрі.